# Електропионир (клуб)
Електропионир је музички клуб који се налази у центру Београда, главног града Србије. Део је културно-уметничке четврти лоциране у Цетињској улици бр. 15.

## О клубу
Клуб Електропионир је смештен у делу комплекса некадашње пиваре Ђорђа Вајферта и Игњата Бајлонија. Са радом је почео 17. марта 2016. године, а може да прими до 200 посетилаца.
Власник клуба је музичар Лав Братуша, најпознатији као дугогодишњи бубњар култне београдске групе Darkwood Dub. Ова група је 1999. године објавила албум и песму назива Електропионир. Такође, на отварању клуба музику су пуштала два члана Дарквуда — Дејан Вучетић Вуча и Милорад Мики Ристић.
Претечом Електропионира сматра се Gun Club, клуб који је радио до 2016. године и налазио се у Улици Милоша Поцерца бр. 10.

## Програм клуба
Музичка понуда Електропионира може се описати као еклектична.
У Електропиониру су се одржавали делови програма музичких фестивала Американа најт и Бед мјузик бугалу. Такође, у клубу се сваке године крајем марта одвија и део музичких садржаја Контакт конференције.

### Значајнији догађаји
Поједине групе су важне наступе у својим каријерама одржале управо на бини Електропионира.
- 1. октобар 2016 — Српско-мађарска група Rebel Star је одржала последњи концерт у каријери.[7]
- 2. новембар 2016 — Америчка алт-кантри четворка Richmond Fontaine је одржала један од завршних концерата у оквиру своје опроштајне турнеје.[8]
- 19. јануар 2019 — Нишки састав Новембар је последњи пут свирао пред београдском публиком.[9]

### Наступи познатијих иностраних музичких извођача
- 25. март 2016 —  Ден Стјуарт +  Фернандо +  Антонио Граментијери
- 8. септембар 2016 —
- 27. септембар 2016 —
- 4. октобар 2016 —
- 2. новембар 2016 —
- 4. фебруар 2017 —
- 19. април 2017 —
- 20. јун 2017 —  Ијан Свенонијус +
- 29. јун 2017 —
- 24. јул 2017 —
- 15. септембар 2017 —
- 2. новембар 2017 —
- 2. фебруар 2018 —
- 19. април 2018 —
- 23. мај 2018 —
- 14. септембар 2018 —
- 3. новембар 2018 —
- 15. новембар 2018 —
- 29. децембар 2018 —
- 6. фебруар 2019 —
- 11. фебруар 2019 —
- 17. март 2019 —
- 2. април 2019 —  Ден Стјуарт +  Дон Антонио
- 1. септембар 2019 —
- 6. октобар 2019 —
- 11. октобар 2019 —
- 12. октобар 2019 —